# Dundee Royal Infirmary

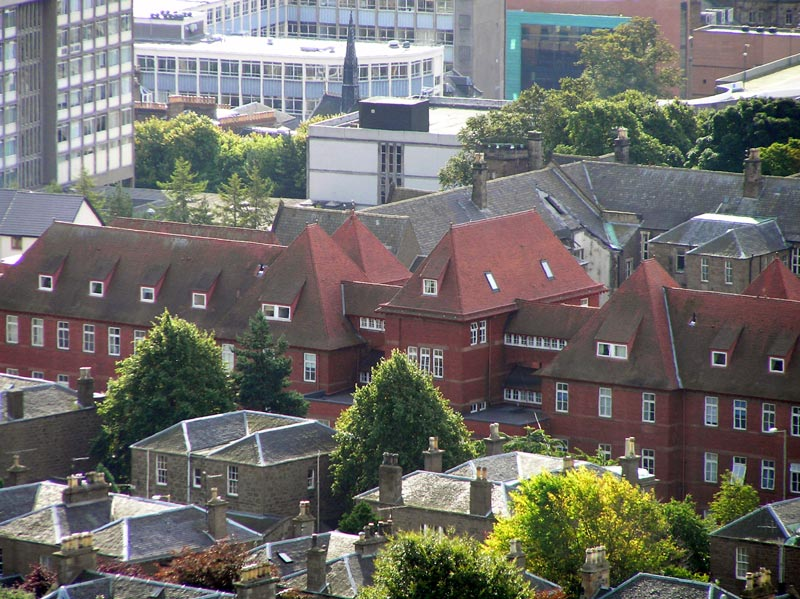
Die in den 1910er Jahren erbauten Gebäude vom Dundee Law aus betrachtet.

Die Dundee Royal Infirmary, ehemals Dundee Royal Infirmary and Asylum, ist ein ehemaliges Krankenhaus in der schottischen Stadt Dundee in der gleichnamigen Council Area. 1975 wurde sein Hauptgebäude in die schottischen Denkmallisten in der höchsten Denkmalkategorie A aufgenommen.

## Geschichte
Im Jahre 1793 wurde die Einrichtung des Krankenhauses angeregt. Bereits 1798 eröffnete das Krankenhaus mit einer Kapazität von 56 Betten an der King Street. 1819 durch Georg III. und erneut 1877 und 1898 erhielt es eine königlich Charta als Dundee Royal Infirmary and Asylum. Zwischen 1825 und 1827 wurden zwei Flügel ergänzt. Nachdem sich die Einrichtung an der King Street bald als zu klein erwiesen hatte, wurde 1853 ein Neubau am heutigen Standort begonnen. Im Februar 1855 wurde der Neubau mit 220 Betten eröffnet. Es handelte sich um das größte öffentliche Gebäude in Dundee. Die Baukosten beliefen sich auf 14.500 £. Durch Eröffnung neuer Abteilungen wurde die Dundee Royal Infirmary bis 1911 schrittweise erweitert. 1948 ging sie an den National Health Service als Träger über. 1998 wurde die Dundee Royal Infirmary geschlossen.

## Beschreibung

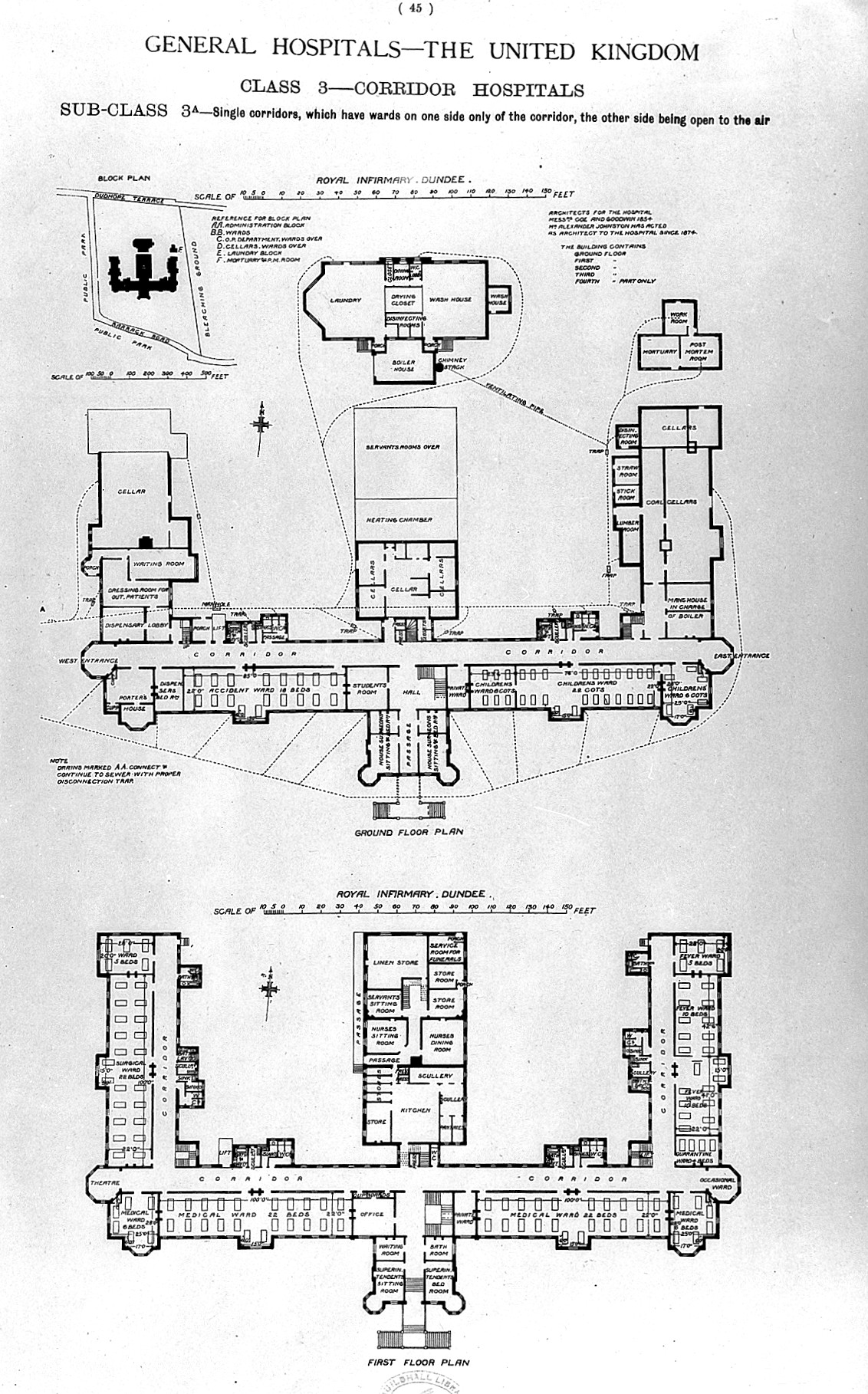
Grundriss der Dundee Royal Infirmary aus dem Jahre 1893.

Die Dundee Royal Infirmary steht in erhabener Position an der Barrack Road nördlich des Stadtzentrums von Dundee. Das in den 1850er Jahren errichtete Hauptgebäude ist tudorgotisch ausgestaltet. Seine südexponierte Hauptfassade ist 33 Achsen weit. Entlang der Kanten des elaboriert ornamentierten, fünf Achsen weiten Mittelrisalits ziehen sich oktogonale Türme. Der Risalit schließt mit einer oktogonalen Laterne mit kupferner Kuppel. An den zweistöckigen Ausluchten der Eckrisalite sind die Fenster zu Sechslingen mit steinernen Fensterpfosten gekuppelt. James Findlay entwarf die 1911 eröffnete Abteilung an der Nordseite des Geländes.